# Monterey Sports Car Championships 2000
Navigation
Édition précédente Édition suivante
Le Monterey Sports Car Championships 2000, disputé sur le 15 octobre 2000 sur le Mazda Raceway Laguna Seca est la dixième manche de l'American Le Mans Series 2000.

## Course

### Classement de la course
Classement final de la course (vainqueurs de catégorie en gras), :
| Pos.   | Catégorie | N° | Écurie                                      | Pilotes                                    | Châssis                          | Pneus | Tours/Abandon |
| Pos.   | Catégorie | N° | Écurie                                      | Pilotes                                    | Moteur                           | Pneus | Tours/Abandon |
| ------ | --------- | -- | ------------------------------------------- | ------------------------------------------ | -------------------------------- | ----- | ------------- |
| 1      | LMP       | 77 | Audi Sport North America                    | Rinaldo Capello Allan McNish               | Audi R8                          | M     | 119           |
| 1      | LMP       | 77 | Audi Sport North America                    | Rinaldo Capello Allan McNish               | Audi 3.6L Turbo V8               | M     | 119           |
| 2      | LMP       | 78 | Audi Sport North America                    | Frank Biela Emanuele Pirro                 | Audi R8                          | M     | 119           |
| 2      | LMP       | 78 | Audi Sport North America                    | Frank Biela Emanuele Pirro                 | Audi 3.6L Turbo V8               | M     | 119           |
| 3      | LMP       | 42 | BMW Motorsport Schnitzer Motorsport         | Jörg Müller JJ Lehto                       | BMW V12 LMR                      | M     | 119           |
| 3      | LMP       | 42 | BMW Motorsport Schnitzer Motorsport         | Jörg Müller JJ Lehto                       | BMW S70 6.0L V12                 | M     | 119           |
| 4      | LMP       | 43 | BMW Motorsport Schnitzer Motorsport         | Jean-Marc Gounon Bill Auberlen             | BMW V12 LMR                      | M     | 116           |
| 4      | LMP       | 43 | BMW Motorsport Schnitzer Motorsport         | Jean-Marc Gounon Bill Auberlen             | BMW S70 6.0L V12                 | M     | 116           |
| 5      | LMP       | 36 | Johansson-Matthews Racing                   | Stefan Johansson Guy Smith                 | Reynard 2KQ-LM                   | Y     | 116           |
| 5      | LMP       | 36 | Johansson-Matthews Racing                   | Stefan Johansson Guy Smith                 | Judd GV4 4.0L V10                | Y     | 116           |
| 6      | LMP       | 37 | Intersport Racing                           | Jon Field Rick Sutherland                  | Lola B2K/10                      | Y     | 112           |
| 6      | LMP       | 37 | Intersport Racing                           | Jon Field Rick Sutherland                  | Judd GV4 4.0L V10                | Y     | 112           |
| 7      | LMP       | 19 | Team Cadillac                               | Wayne Taylor Max Angelelli                 | Cadillac Northstar LMP           | P     | 111           |
| 7      | LMP       | 19 | Team Cadillac                               | Wayne Taylor Max Angelelli                 | Cadillac Northstar 4.0L Turbo V8 | P     | 111           |
| 8      | GTS       | 91 | Viper Team Oreca                            | Olivier Beretta Karl Wendlinger            | Dodge Viper GTS-R                | M     | 109           |
| 8      | GTS       | 91 | Viper Team Oreca                            | Olivier Beretta Karl Wendlinger            | Dodge 8.0L V10                   | M     | 109           |
| 9      | GTS       | 3  | Corvette Racing                             | Andy Pilgrim Ron Fellows                   | Chevrolet Corvette C5-R          | G     | 109           |
| 9      | GTS       | 3  | Corvette Racing                             | Andy Pilgrim Ron Fellows                   | Chevrolet 7.0L V8                | G     | 109           |
| 10     | GTS       | 92 | Viper Team Oreca                            | Tommy Archer David Donohue                 | Dodge Viper GTS-R                | M     | 109           |
| 10     | GTS       | 92 | Viper Team Oreca                            | Tommy Archer David Donohue                 | Dodge 8.0L V10                   | M     | 109           |
| 11     | LMP       | 56 | Martin Snow Racing                          | Gunnar Jeannette Martin Snow               | Lola B2K/40                      | ?     | 108           |
| 11     | LMP       | 56 | Martin Snow Racing                          | Gunnar Jeannette Martin Snow               | Nissan (AER) VQL 3.0L V6         | ?     | 108           |
| 12     | LMP       | 28 | Konrad Motorsport                           | Franz Konrad Charles Slater                | Lola B2K/10                      | G     | 107           |
| 12     | LMP       | 28 | Konrad Motorsport                           | Franz Konrad Charles Slater                | Ford (Roush) 6.0L V8             | G     | 107           |
| 13     | GTS       | 4  | Corvette Racing                             | Justin Bell Kelly Collins                  | Chevrolet Corvette C5-R          | G     | 105           |
| 13     | GTS       | 4  | Corvette Racing                             | Justin Bell Kelly Collins                  | Chevrolet 7.0L V8                | G     | 105           |
| 14     | GT        | 7  | Prototype Technology Group                  | Boris Said Hans Joachim Stuck              | BMW M3                           | Y     | 105           |
| 14     | GT        | 7  | Prototype Technology Group                  | Boris Said Hans Joachim Stuck              | BMW 3.2L I6                      | Y     | 105           |
| 15     | GTS       | 61 | Chamberlain Motorsport                      | Milka Duno Stephen Watson                  | Chrysler Viper GTS-R             | M     | 104           |
| 15     | GTS       | 61 | Chamberlain Motorsport                      | Milka Duno Stephen Watson                  | Chrysler 8.0L V10                | M     | 104           |
| 16     | GT        | 23 | Alex Job Racing                             | Randy Pobst Bruno Lambert                  | Porsche 911 GT3-R                | M     | 104           |
| 16     | GT        | 23 | Alex Job Racing                             | Randy Pobst Bruno Lambert                  | Porsche 3.6L Flat-6              | M     | 104           |
| 17     | GT        | 10 | Prototype Technology Group                  | Brian Cunningham Niclas Jönsson            | BMW M3                           | Y     | 104           |
| 17     | GT        | 10 | Prototype Technology Group                  | Brian Cunningham Niclas Jönsson            | BMW 3.2L I6                      | Y     | 104           |
| 18     | GT        | 30 | White Lightning Racing Petersen Motorsports | Cort Wagner Mike Fitzgerald                | Porsche 911 GT3-R                | M     | 103           |
| 18     | GT        | 30 | White Lightning Racing Petersen Motorsports | Cort Wagner Mike Fitzgerald                | Porsche 3.6L Flat-6              | M     | 103           |
| 19     | GT        | 52 | Seikel Motorsport                           | Tony Burgess Christophe Bouchut            | Porsche 911 GT3-R                | Y     | 103           |
| 19     | GT        | 52 | Seikel Motorsport                           | Tony Burgess Christophe Bouchut            | Porsche 3.6L Flat-6              | Y     | 103           |
| 20     | GT        | 21 | MCR/Aspen Knolls                            | Shane Lewis Darren Law                     | Porsche 911 GT3-R                | P     | 102           |
| 20     | GT        | 21 | MCR/Aspen Knolls                            | Shane Lewis Darren Law                     | Porsche 3.6L Flat-6              | P     | 102           |
| 21     | GT        | 69 | Kyser Racing                                | Kye Wankum Greg Doff Craig Stanton         | Porsche 911 GT3-R                | P     | 100           |
| 21     | GT        | 69 | Kyser Racing                                | Kye Wankum Greg Doff Craig Stanton         | Porsche 3.6L Flat-6              | P     | 100           |
| 22     | GT        | 67 | The Racer's Group                           | Robert Orcutt Tom McGlynn                  | Porsche 911 GT3-R                | P     | 100           |
| 22     | GT        | 67 | The Racer's Group                           | Robert Orcutt Tom McGlynn                  | Porsche 3.6L Flat-6              | P     | 100           |
| 23 DNF | LMP       | 2  | Panoz Motor Sports                          | Johnny O'Connell Hiroki Katou              | Panoz LMP-1 Roadster-S           | M     | 99            |
| 23 DNF | LMP       | 2  | Panoz Motor Sports                          | Johnny O'Connell Hiroki Katou              | Élan 6L8 6.0L V8                 | M     | 99            |
| 24 DNF | LMP       | 0  | Team Rafanelli SRL                          | Mimmo Schiattarella Didier de Radiguès     | Lola B2K/10                      | M     | 98            |
| 24 DNF | LMP       | 0  | Team Rafanelli SRL                          | Mimmo Schiattarella Didier de Radiguès     | Judd (Rafanelli) GV4 4.0L V10    | M     | 98            |
| 25     | GT        | 71 | Skea Racing International                   | Rohan Skea Doc Bundy Richard Dean          | Porsche 911 GT3-R                | P     | 98            |
| 25     | GT        | 71 | Skea Racing International                   | Rohan Skea Doc Bundy Richard Dean          | Porsche 3.6L Flat-6              | P     | 98            |
| 26     | GTS       | 55 | Saleen/Allen Speedlab                       | Tommy Kendall Terry Borcheller Ron Johnson | Saleen S7-R                      | P     | 97            |
| 26     | GTS       | 55 | Saleen/Allen Speedlab                       | Tommy Kendall Terry Borcheller Ron Johnson | Ford 7.0L V8                     | P     | 97            |
| 27     | GT        | 5  | Dick Barbour Racing                         | Dirk Müller Lucas Luhr                     | Porsche 911 GT3-R                | M     | 96            |
| 27     | GT        | 5  | Dick Barbour Racing                         | Dirk Müller Lucas Luhr                     | Porsche 3.6L Flat-6              | M     | 96            |
| 28     | GT        | 34 | Orbit                                       | Leo Hindery Peter Baron                    | Porsche 911 GT3-R                | D     | 96            |
| 28     | GT        | 34 | Orbit                                       | Leo Hindery Peter Baron                    | Porsche 3.6L Flat-6              | D     | 96            |
| 29     | GT        | 51 | Dick Barbour Racing                         | Sascha Maassen Bob Wollek                  | Porsche 911 GT3-R                | M     | 93            |
| 29     | GT        | 51 | Dick Barbour Racing                         | Sascha Maassen Bob Wollek                  | Porsche 3.6L Flat-6              | M     | 93            |
| 30 DNF | GTS       | 73 | Multimatic Motorsports Doncaster Racing     | Greg Wilkins David Lacey                   | Porsche 911 GT2                  | ?     | 84            |
| 30 DNF | GTS       | 73 | Multimatic Motorsports Doncaster Racing     | Greg Wilkins David Lacey                   | Porsche 3.6L Turbo Flat-6        | ?     | 84            |
| 31 DNF | LMP       | 1  | Panoz Motor Sports                          | David Brabham Jan Magnussen                | Panoz LMP-1 Roadster-S           | M     | 66            |
| 31 DNF | LMP       | 1  | Panoz Motor Sports                          | David Brabham Jan Magnussen                | Élan 6L8 6.0L V8                 | M     | 66            |
| 32 DNF | GT        | 70 | Skea Racing International                   | Johnny Mowlem David Murry                  | Porsche 911 GT3-R                | P     | 36            |
| 32 DNF | GT        | 70 | Skea Racing International                   | Johnny Mowlem David Murry                  | Porsche 3.6L Flat-6              | P     | 36            |
| 33 DNF | GT        | 66 | The Racer's Group                           | Kevin Buckler Philip Collin                | Porsche 911 GT3-R                | P     | 29            |
| 33 DNF | GT        | 66 | The Racer's Group                           | Kevin Buckler Philip Collin                | Porsche 3.6L Flat-6              | P     | 29            |
| 34 DNF | LMP       | 13 | Phillips Motorsports                        | Mel Hawkins Steven Knight                  | Lola B2K/40                      | ?     | 5             |
| 34 DNF | LMP       | 13 | Phillips Motorsports                        | Mel Hawkins Steven Knight                  | Nissan (AER) VQL 3.0L V6         | ?     | 5             |
| 35 DNF | GTS       | 08 | Roock Motorsport North America              | Zak Brown Vic Rice                         | Porsche 911 GT2                  | Y     | 3             |
| 35 DNF | GTS       | 08 | Roock Motorsport North America              | Zak Brown Vic Rice                         | Porsche 3.8L Turbo Flat-6        | Y     | 3             |
| 36 DNF | GT        | 6  | Prototype Technology Group                  | Peter Cunningham Johannes van Overbeek     | BMW M3                           | Y     | 1             |
| 36 DNF | GT        | 6  | Prototype Technology Group                  | Peter Cunningham Johannes van Overbeek     | BMW 3.2L I6                      | Y     | 1             |